# Марест-Данкур
Марест-Данку́р (фр. Marest-Dampcourt) — коммуна во Франции, находится в регионе Пикардия. Департамент коммуны — Эна. Входит в состав кантона Шони. Округ коммуны — Лан.
Код INSEE коммуны — 02461.

## Население
Население коммуны на 2010 год составляло 336 человек.
| 1962 | 1968 | 1975 | 1982 | 1990 | 1999 | 2010 |
| ---- | ---- | ---- | ---- | ---- | ---- | ---- |
| 348  | 339  | 328  | 349  | 340  | 326  | 336  |

## Экономика
В 2010 году среди 232 человек трудоспособного возраста (15—64 лет) 184 были экономически активными, 48 — неактивными (показатель активности — 79,3 %, в 1999 году было 72,2 %). Из 184 активных жителей работали 156 человек (87 мужчин и 69 женщин), безработных было 28 (15 мужчин и 13 женщин). Среди 48 неактивных 13 человек были учениками или студентами, 19 — пенсионерами, 16 были неактивными по другим причинам.